# Berliner Allee (Hannover)

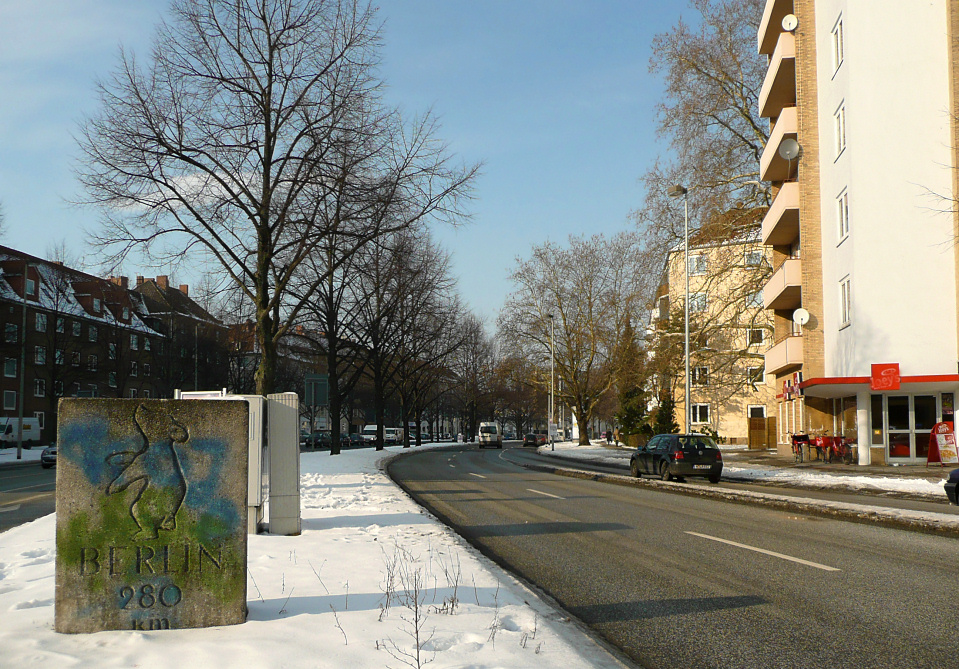
Berliner Meilenstein mit Entfernungsangabe nach Berlin an der Berliner Allee in Höhe der Marienstraße

Die Berliner Allee ist eine rund 650 Meter lange Hauptverkehrsstraße in Hannover. Sie bildet die Grenze zwischen den Stadtteilen Mitte auf der einen und Oststadt sowie Südstadt auf der anderen Seite. Sie ist Teil des hannoverschen Cityrings.

## Entstehungsgeschichte
Die Straße ist Teil des nach dem Zweiten Weltkrieg entstandenen hannoverschen Straßensystems. Der damalige Stadtbaurat Rudolf Hillebrecht konzipierte das hannoversche Straßennetz nach den Zerstörungen des Zweiten Weltkriegs völlig neu nach den damaligen Vorstellungen einer autogerechten Stadt. Die Berliner Allee erhielt wie auch andere Straßenzüge des sogenannten Cityrings je Richtung mehrere Fahrspuren und einen breiten Mittelstreifen. Der Mittelstreifen war als Vorsorgeplanung konzipiert, um darauf später im Bedarfsfall Hochstraßen nach US-amerikanischem Vorbild bauen zu können. Die Raschplatz-Hochstraße ist das einzige Teilstück dieser Planungen, das verwirklicht wurde.
Für den Bau der Straße wurden 1950 unter anderem die 1867 nach Plänen von Heinrich Köhler erbauten Villen Schiffgraben 38 und 39 abgerissen.

## Verlauf
Die Straße verläuft in nordwest-südöstlicher Richtung zwischen Lister Meile und Marienstraße, wobei der Schiffgraben gekreuzt wird. Kurz vor dem südöstlichen Ende der Berliner Allee wird das südliche Bahnhofsvorfeld des Hauptbahnhofes unterquert. Neben dem begrünten Mittelstreifen verfügt die Berliner Allee beidseitig über je drei Fahrspuren und gesonderte Parkstreifen. Im Bereich des Raschplatzes führt die vierspurige Raschplatzhochstraße über die Kreuzung mit der Lister Meile. Die Berliner Allee geht hier über in die Hamburger Allee. Dort steht der 141 m hohe VW-Tower.

## Gebäude
An der Berliner Allee befindet sich beispielsweise das Gebäude der Ärztekammer Niedersachsen (Hausnummer 20), das der Kassenärztlichen Vereinigung Niedersachsen sowie das der Handwerkskammer Hannover (Hausnummer 17). Ein weiterer Großbau im Straßenverlauf nahe dem Weißekreuzplatz ist das Gebäude der DZ Bank.